# 1150-летие зарождения российской государственности
1150-летие зарождения российской государственности — серия памятных монет Центрального банка Российской Федерации, посвящённых одной из важнейших дат в истории российского государства.

Согласно древнерусскому летописному своду XII века «Повести временных лет», в 862 году варяг Рюрик с братьями по приглашению таких племён, как чудь, ильменские словене, кривичи и весь, был призван княжить в Новгород. Это событие, с которого традиционно отсчитывается начало государственности восточных славян, в историографии получило условное название Призвание варягов. Летописец назвал причиной приглашения междоусобицу, охватившую жившие на новгородских землях славянские и финно-угорские племена. Рюрик пришёл со всем своим родом, называемым русь, этническая принадлежность которого продолжает дискутироваться.

862 год традиционно считается точкой отсчёта отечественной государственности. В этом году произошло событие, получившее в историографии условное название «призвание варягов».

## История выпуска
- 10 рублёвая монета 2012 года из стали (аверс)
- 10 рублёвая монета 2012 года из стали (реверс)

В данной серии пять монет, четыре из них выполнены из драгоценных металлов, в данном случае — из серебра и золота, а одна выполнена из стали и имеет очень большой тираж. Все монеты отчеканены в марте 2012 года к 1150-летию зарождения российской государственности. Данная серия интересна тем, что в ней есть и монеты как очень массового тиража, так и очень ограниченного (монета в 10 000 рублей тиражом всего 75 штук). Монет такого номинала в российской нумизматике очень мало, а каждая из них имеет свой номер.
- 3 рублёвая монета 2012 г. из серебра 925 пробы (аверс)
- 3 рублёвая монета 2012 г. из серебра 925 пробы (реверс)
- 100 рублёвая монета 2012 г. из серебра 925 пробы (аверс)
- 100 рублёвая монета 2012 г. из серебра 925 пробы (реверс)

- Монета из стали номиналом 10 рублей тиражом 10 000 000 штук.
- Монета из серебра 925 пробы номиналом 3 рубля тиражом 5000 штук.
- Монета из серебра 925 пробы номиналом 100 рублей тиражом 300 штук.
- Монета из золота 999 пробы номиналом 50 рублей тиражом 1500 штук.
- Монета из золота 999 пробы номиналом 10 000 рублей тиражом 75 штук.

- 50 рублёвая монета 2012 г. из золота 999 пробы (аверс)
- 50 рублёвая монета 2012 г. из золота 999 пробы (реверс)
- 10 000 рублёвая монета 2012 г. из золота 999 пробы (аверс)
- 10 000 рублёвая монета 2012 г. из золота 999 пробы (реверс)

## О монетах

### 10 рублей
| Изображение | Описание | Примечание |
| --- | --- | --- |
| | В центре диска — обозначение номинала монеты «10 РУБЛЕЙ». Внутри цифры «0» — скрытые, видимые поочередно при изменении угла зрения изображения цифры «10» и надписи «РУБ». По окружности вдоль канта — надписи, вверху: «БАНК РОССИИ», внизу — дата: «2012», слева — стилизованное изображение оливковой ветви, справа — дубовой.                                                                | |
| | В центре диска монеты — изображение верхней части памятника «Тысячелетие России» в г. Великий Новгород, слева и справа от него, соответственно, даты «862» и «2012», на широкой полосе, образованной кантом и концентрической круговой линией — надпись, идущая слева вниз направо: «1150-ЛЕТИЕ ЗАРОЖДЕНИЯ РОССИЙСКОЙ ГОСУДАРСТВЕННОСТИ», в верхней части полосы — орнамент из извилистых линий. | - Страна: Российская федерация - Название монеты: Памятник «Тысячелетие России» в г. Великий Новгород - Дата выпуска: 20 марта 2012 года - Каталожный номер: 5714-0011 - Художник: С. А. Козлов. - Скульптор: А. А. Долгополова. - Чеканка: Санкт-Петербургский монетный двор (СПМД). - Гурт: 6 участков по 5 рифов и 6 участков по 7 рифов, чередующихся 12 гладкими участками. |
| 862 год традиционно считается точкой отсчёта отечественной государственности. В этом году произошло событие, получившее в историографии условное название «призвание варягов». | | |

| Номинал   | Качество      | Металл                                    | Диаметр, мм | Толщина, мм | Масса, г | Тираж, шт.    |
| --------- | ------------- | ----------------------------------------- | ----------- | ----------- | -------- | ------------- |
| 10 рублей | Анциркулейтед | Сталь с латунным гальваническим покрытием | 22,0 мм     | 2.20 мм     | 5.63 г   | 10 000 000 шт |

## Интересные факты
- Вес каждой монеты номиналом 10 000 рублей составляет 1 килограмм золота 999 пробы.